# Dvärgsyra
Dvärgsyra (Koenigia islandica) är en slideväxtart som beskrevs av Carl von Linné. Dvärgsyra ingår i släktet dvärgsyror, och familjen slideväxter. Enligt den finländska rödlistan är arten nära hotad i Finland. Arten är reproducerande i Sverige. Artens livsmiljö är våtmarker i fjällen (myrar, stränder, snölegor). Inga underarter finns listade i Catalogue of Life.